# Minino Garay
Pour les articles homonymes, voir Garay.
Minino Garay, né le 2 septembre 1969 à Córdoba, est un percussionniste originaire d'Argentine mais résidant à Paris depuis les années 1990.
Il arrive en France à Paris, et devient petit à petit l’un des percussionnistes le plus demandé dans le jazz, la world music et la variété française.
Il a joué entre autres avec Dee Dee Bridgewater, André Ceccarelli, Raul Barboza, Cuarteto Cedron, Jaime Torres, Mercedes Sosa, Julien Lourau, Magic Malik, Sixun, Ira Coleman, Gustavo Beytelmann, Baptiste Trottignon, Benjamin Biolay, Christophe, Jean-Pierre Como, Jacky Terrasson, Laurent de Wilde, Daniel Mille, Jaïro, François Béranger, Maxime Le Forestier, Louis Sclavis, Majid Bekkas, Paolo Fresu, Thierry Maillard, Stéphane Huchard, Raphael Faÿs, Pierre Blanchard, Richard Bona, Nicolas Folmer, Pierre Bertrand, Michel Legrand, Airelle Besson, Lionel Suarez, Malcolm Braff, Manu Codjia, Jerôme Regard, Christophe Wallemme, Nilda Fernandez, Nicolas Genest, David Sánchez et Rick Margitza.
Il a créé, Frapadingos, un groupe de percussions, dans lequel il joue le rôle d'un DJ de cultures, 
Il a enregistré plus de 250 albums en collaboration avec de multiples artistes. Tous ses projets se caractérisent par une grande originalité et un rapprochement des cultures.
En 2017, il a créé avec son épouse Alex Pandev le premier festival franco argentin, DiVino Festival, dans la ville de San Rafael (Mendoza, Argentine).

## Discographie
- Minino Garay y los Tambores del Sur (2002)
- Kilombo (2005)
- Altiplano (ft. Magic Malik en leader et Jaime Torres) (2007)
- Que Lo Pario! (2009)
- Gabriel (2012)
- Asado (2013)
- Vamos (ft. Baptiste Trotignon, Manu Codjia, Malcolm Braff et Jérôme Regard) (2015)
- Chimichurri (ft. Baptiste Trotignon) (2016)
- Minino Garay Tunga Tunga's band (2018)
- Kilombo (2021)
- Latin Percussionary (avec Daniel Diaz) (2022)
- Speaking Tango (2022)

## Sources
(janvier 2014).
- François-Xavier Gomez, « Minino Garay joyeux bordel », Libération,‎ 21 janvier 2005 (lire en ligne).
- François-Xavier Gomez, « Minino Garay ouvre la boîte à bombo », Libération,‎ 14 mars 2002 (lire en ligne).